# نیمه‌عمر ۲: ساحل گم‌شده
نیمه‌عمر ۲: ساحل گم‌شده (به انگلیسی: Half-Life 2: Lost Coast) یک مرحله اضافی برای بازی ویدیویی تیراندازی اول شخص نیمه‌عمر ۲ است که توسط ولو ساخته شده‌است، و در ۲۷ اکتبر ۲۰۰۵ از طریق سرویس استیم به عنوان یک عنوان رایگان برای دارندگان نسخه ویندوز نیمه‌عمر ۲ منتشر شد. ساحل گم‌شده به عنوان نمایشی از فناوری، ویژیگی رندرینگ دامنه دینامیک بالا را نشان می‌دهد که در موتور بازی سورس اجرا می‌شود. مرحله مورد نظر جهت تأکید بر تأثیرات گیم پلی با انواع محیط‌های مناسب طراحی شده‌است. ساحل گم‌شده اولین بازی ویدیویی بود که توسط ولو ساخته شد تا برای توسعه دهندگان، همزمان با پیشرفت بازیکن، عناصر مختلف طراحی را توضیح دهد.
در ساحل گم‌شده، گوردون فریمن از صخره ای ساحلی عبور می‌کند تا به یک صومعه می‌رسد و پس از نابود کردن دشمنان به یک شهر نزدیک به اسم سنت اولگا می‌رسد. در ابتدا این مرحله برای نیمه‌عمر ۲ ساخته شد، اما در نهایت از بازی حذف شد. در نتیجه، بازی دارای چندین جزئیات جزئی است که در نیمه‌عمر ۲ گنجانده نشد. به‌طور کلی مرحله با استقبال مثبت روبرو شد، و در بین نظر دهندگان اتفاق نظر وجود داشت که ویژگی‌های جدید موجود در ساحل گم‌شده باید در بازی‌های آینده ولو ادغام شوند.

## روند بازی
ساحل گم‌شده از همان گیم پلی تیراندازی اول شخص نیمه‌عمر ۲ استفاده می‌کند. برای بازیکن یک اسلحه گرانش دستکاری شده داده می‌شود.

کلیسای مسیحیان بیزانس در ساحل گم‌شده

مانند نیمه‌عمر ۲، گوردون فریمن را کنترل می‌کند. فریمن باید وارد صومعه ای شود که دشمن از آن استفاده می‌کند تا Headcrab را به یک شهر ساحلی پرتاب کند. بازیکن با سربازان Combine روبرو می‌شود، پرتاب توپ را از کار می‌اندازد و با آرپی‌جی یک هلی کوپتر حمله را منهدم می‌کند. با پایان یافتن مرحله، یک ماهیگیر پیروزی را به گوردون تبریک می‌گوید، سپس فریاد می‌زند که گوردون «همه محدودیت‌ها را دور می‌زند».